# Condado de Ashland (Ohio)
O Condado de Ashland é um dos 88 condados do Estado americano de Ohio. A sede do condado é Ashland, e sua maior cidade é Ashland. O condado possui uma área de 1 106 km² (dos quais 6 km² estão cobertos por água), uma população de 52 523 habitantes, e uma densidade populacional de 148 hab/km² (segundo o censo nacional de 2000). O condado foi fundado em 24 de fevereiro de 1846.